# Barraca d'en Sendu
La barraca d'en Sendu, o barraca B-05, és una barraca de vinya situada al municipi de Subirats (Alt Penedès), a 100 metres a l'oest de la urbanització de Can Rossell.
És una construcció aixecada en pedra seca sobre superfície plana pràcticament envaïda per la vegetació. La seva planta és circular i presenta una forma troncocònica. La construcció és de la tipologia de sostre de falsa volta, típic en aquestes edificacions (acostament de filades de pedra seca, sense cap mena de material d'unió, i amb una gran llosa per tapar el sostre). Té un cocó. Mesura 4,10 m de diàmetre exterior, 1,80 m de diàmetre interior i 2,77 m d'alçada màxima. El portal, orientat al sud-oest, té 120 cm d'alçada, 44 cm d'ample i 80 cm de gruix. Presenta una esllavissada general exterior, principalment al costat oest.
El codi utilitzat en la denominació d'aquesta barraca (lletra + número) procedeix d'un estudi realitzat per Araceli Soler i Jaume Rovira, que intenta sistematitzar la informació sobre aquests elements arquitectònics al terme de Subirats.